# Осман Хаджич
Осман Хаджич е босненски фолк певец.

## Биография
Роден на 9 септември 1966 г. в Цазин, Босна и Херцеговина. Осман е най-голямото от седемте деца на семейство Хаджич. Завършил електротехническа гимназия в родния си град. 
Започва музикалната си кариера през 1989 г. с издаването на албума "Lažu oči zelene" (1990 г.), който добива голяма популярност. Осман издаде общо 10 албума, сред които последния албум "Poljubi me" през 2009 г. 
Преди музикалната си кариера Осман е работил в железарски магазин, след това като строителен работник и накрая търговец. 

## Личен живот
Като млад Осман обичал да чете творбите на Меша Селимович, които според него разкриват душата на Босна и Херцеговина и нейната природа по начин, който не разпознаваме на пръв поглед в ежедневието. Когато става дума за чуждестранни автори, той обичаше да чете Ърнест Хемингуей. 
Осман има три деца: Двама сина от жена си и една извънбрачна дъщеря на име Мелиса, която живее в Берлин с майка си и обяснява в медиите през 2016 г., че Осман и майка ѝ са се запознали на един от концертите му в бившия универсален магазин "Сарайка". Осман така ѝ не потвърди или отрече информацията, предоставена от Мелиса. 
По-големият му син завършил Спортна академия и се записва в училище за физиотерапевти, по-малките му син играе в немски футболен отбор, а дъщеря ѝ работи като магистър в Стопанския факултет. 
Въпреки че дълго време живее в Щутгарт, Осман признава, че все повече мисли за страната, в която е роден. Той би искал да се върне, но децата му градят кариера в Германия и казва, че му е трудно да се отдели от тях. 
Освен музикалната си кариера, често спортува. Играе тенис и футбол. 
Осман Хаджич е на сцената повече от 25 години и посочва, че е получил повече, отколкото е очаквал и искал. Благодарение на работата си той обикаля почти целия свят, среща различни хора и създава много приятелства. За най-големия си успех смята песента Ti mene ne voliš.

## Дискография
- Lažu Oči Zelene (1990),
- Nikad Više Snježana (1991),
- Za Njom Piaču Crne Oči (1993),
- Obriši Suze Baksuze (1994),
- Nije Čudo Što Te Volim Ludo (1997),
- Ostarit' Ćemo (2000),
- Prezime (2002),
- Zbog Ljubavi (2005),
- I Ovako I Onako (2007),
- Ponovo Se Volimo (2011),
- Nema Problema (2014),
- Pakuj Se Moja Nevjero (2015)